# Ekološka nesreča
Ekolóška nesréča je dogodek oz. več zaporednih dogodkov, ki nastanejo zaradi negativnih (nadzorovanih ali nenadzorovanih) vplivov in/ali posegov v okolje, katerih posledica so lahko ogrožanje okolja in ljudi. Ekološke nesreče imajo kratkoročni ali dolgoročni vpliv na kmetijstvo, gospodarstvo, zdravje ljudi in biološko raznovrstnost. Posledice so onesnaženje, zmanjšanje ali celo uničenje naravnih virov. Pomembno je da pojma ekološke nesreče ne zamenjamo oz. enačimo z pojmom naravne nesreče. Ekološka nesreča je posledica človeške (ne)dejavnosti, naravna nesreča pa je posledica naravnih dejavnikov (potres, vulkanski izbruh, cunami ...).

## Vrste ekoloških nesreč
Onesnaževanje narave in naravnih virov:
- Voda - izlitje nafte, spuščanje strupenih snovi iz industrijskih objektov, voda, zrak, zemlja, nuklearne nesreče
- Zrak - izpušni plini, termoelektrarne, nuklearne nesreče,
- Zemlja - pesticidi, herbicidi, požari, nuklearne nesreče

## Posledice ekoloških nesreč
Posledice ekoloških nesreč se izražajo v oporečnosti vode, zraka in bivanjskega okolja. Na primer onesnaženje s pesticidi lahko privede do oporečnosti pitne vode na prizadetem območju, izlitje nafte drastično vpliva na morsko in obalno območje in sicer na rastlinje in živali. Onesnaženje zraka ima kot posledico na primer ozonsko luknjo(zaradi povečanje 
toplogrednih plinov), slabši zrak, ki ga vdihavamo, meglo... Izmed vseh ekoloških nesreč je jedrsko onesnaženje. Le-ta prizadene zelo veliko območje. Onesnaženo je praktično kompletno okolje, zaradi radioaktivnega sevanja, ki prizadene vodo, zrak, zemljo in vsa živa bitja. Najhuje pri tem primeru je dologotrajna regeneracija okolja, ker so elementi, ki so prisotni pri takem tipu nesreče izredno težko odpravljivi.

## Primeri nekaterih večjih ekoloških nesreč
- Izlitje nafte iz tankerja Exxon Valdez, 23 marec, 1989 blizu Aljaske.
- Černobilska nesreča v jedrski elektrarni, 26. aprila 1986 v Ukrajini
- Skorajšnje iztrebljenje ameriškega bizona, 18 in 19. stoletje, S.Amerika
- Globalno segrevanje, v teku, planet Zemlja